# Mondo cane 2
Mondo cane 2 è un film documentario del 1963 diretto da Gualtiero Jacopetti e Franco Prosperi.
Seguito del celebre Mondo cane del 1962, mostra, come è consuetudine dei mondo movie, bizzarri e impressionanti costumi in vari paesi del globo terrestre, documentando, tra le altre, alcune tra le più insolite e scioccanti abitudini di Messico, Hawaii, U.S.A., Inghilterra, Africa, Cilento, Puglia e Vietnam.

## Trama
Partendo dall'asportazione delle corde vocali dei cani inglesi e relativa invettiva contro la britannica censura e denigrazione del film precedente, si passa allo stilista Emilio Federico Schubert che fa sfilare cani con il pelo dipinto in tinta con l'abito e il cappello dell'indossatrice che lo porta a spasso sulla passerella. Successivamente la telecamera fa zoom sulla capigliatura di una spettatrice di tale sfilata, mostrando così che la donna indossa una parrucca e questo porta al mercato dei capelli di Aversa, dove le donne si fanno tagliare i capelli per racimolare qualcosa, e dalla Campania si passa ad un'industria di parrucche newyorkese che confeziona parrucche per indaffaratissime americane. Durante questo viaggio si possono vedere anche uomini resi sterili dalla carne di coccodrillo, bambini resi deformi per impietosire, un casting in un paesino della Sicilia. Il film termina con uno schiaffeggiatore a suon di musica.

## Sequel
Nel 1986 il regista Stelvio Massi realizza Mondo cane oggi - L'orrore continua, evidente sequel del Mondo cane di Cavara, Jacopetti, Prosperi e, nel 1988, Mondo cane 2000 - L'incredibile.

## Curiosità
- Il paese sardo di Baturi in cui si svolge la sagra delle teste dure in realtà è inesistente e le scene furono girate a Villalago, in Abruzzo.